# Pau Casals

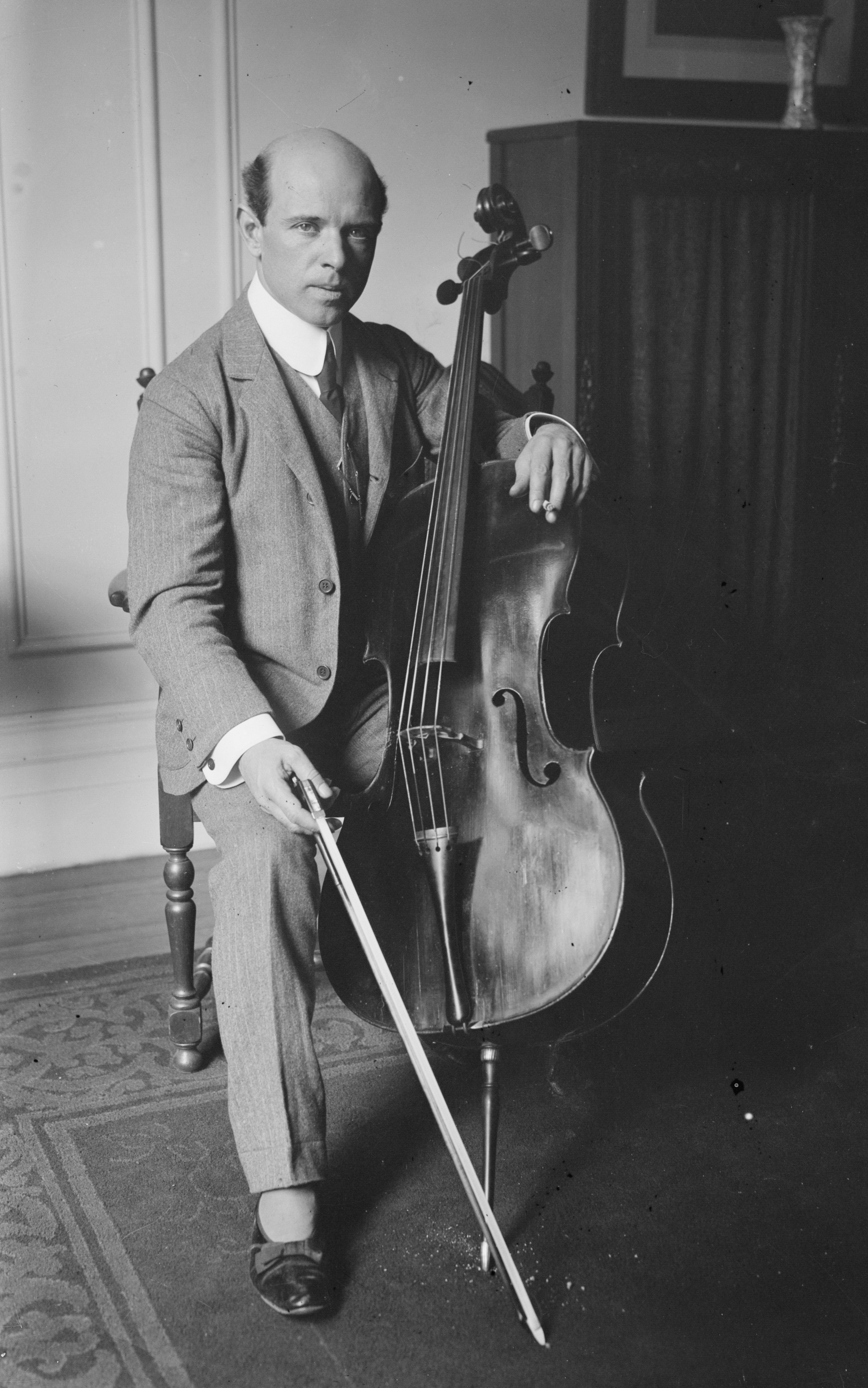
Pau Casals (ca. 1915)

Pau Casals i Defilló (katalanische Namensform, [ˈpaw kəˈzals], international auch in kastilischer Form als Pablo Casals [ˈpaβlo kaˈsals] bekannt; * 29. Dezember 1876 in El Vendrell, Spanien; † 22. Oktober 1973 in San Juan de Puerto Rico) wurde vor allem als Cellist weltberühmt, wirkte aber auch als Komponist und Dirigent.

## Leben
Sein Vater Carles Casals i Ribes (1852–1908) war Organist in El Vendrell. Er lehrte Pau bereits in frühen Kinderjahren Gesang, Klavier, Orgel und Komposition. Gemäß den Lebenserinnerungen des 93-jährigen Casals habe seine Mutter Pilar Defilló, eine in Puerto Rico geborene Katalanin, die tiefe Begeisterung des Elfjährigen für das Cello richtig erkannt. Auch gegen finanzielle Einwände ihres Mannes schickte sie Pau zum Erlernen dieses Instrumentes an die Musikschule (Conservatori Municipal de Música de Barcelona) nach Barcelona. 1890, Pablo Casals war 13 Jahre alt, entdeckte er in einer Musikalienhandlung Noten von Johann Sebastian Bach: Six Sonatas ou Suites pour Violoncelle Seul (Sechs Suiten für Cello Solo). Diese Werke machten ihn später berühmt. Durch die Bemühungen seiner Mutter erhielt er von Isaac Albéniz, dem berühmten Pianisten, ein Empfehlungsschreiben an den einflussreichen Grafen Guillermo de Morphy, Privatsekretär der Königin María Cristina, in Madrid. Mit Mutter und Brüdern machte er sich auf die Reise. Der Graf war von seinen Fähigkeiten spontan so überzeugt, dass er ein Vorspielen vor der Königin arrangieren konnte, welche ihm daraufhin ein Stipendium zum Studium der Komposition bei Tomás Bretón gewährte. 1893 nahm er sein Studium am Madrider Konservatorium (Conservatorio de Musica y Declamacion) auf, wo er von Jesus de Monasterio in Kammermusik unterrichtet wurde. Graf de Morphy kümmerte sich um Casals’ geistige und kulturelle Ausbildung, die noch sehr lückenhaft war.
Im Sommer 1895 einigte er sich mit dem Grafen auf einen Studienwechsel nach Brüssel, wo Casals neben dem Cello auch das Fach Komposition belegen sollte. Zum Abschied schenkte ihm die Königin ein Cello. Doch die lange Reise war vergeblich: Der Kompositionslehrer, Professor François-Auguste Gevaert, lehnte in seinem fortgeschrittenen Alter die Aufnahme neuer Schüler ab, und der Cellolehrer Edouard Jacobs behandelte den unbekannten Spanier so von oben herab, dass der selbstbewusste Pau kurzerhand abreiste und mit dieser Entscheidung auch die finanzielle Unterstützung durch den spanischen Hof verlor. Auf dem Rückweg machte er in Paris Halt und versuchte, aus seinem Talent Kapital zu schlagen. Er fand jedoch nur eine Anstellung als Zweiter Cellist im Theaterorchester der Folies Marigny. Enttäuscht kehrte er nach Barcelona zurück und begann damit, sich eine Existenz als Lehrer aufzubauen – eine Tätigkeit, die er sein Leben lang neben der solistischen Karriere beibehalten und der er sich mit großem Engagement und Idealismus widmen sollte. Im Dezember 1896 begleitete ihn der 61-jährige Camille Saint-Saëns persönlich bei einer Aufführung seines Cellokonzertes a-Moll. Innerhalb kürzester Zeit hatte er sich zu einer nationalen Berühmtheit entwickelt und er wurde zum Professor für Cello am Konservatorium Barcelona ernannt. Gleichzeitig war er Erster Cellist im Orchester des Gran Teatre del Liceu. 1897 hatte er einen Auftritt mit dem Symphonieorchester Madrid und erhielt den Orden Carlos III. von der Königin. Seine Karriere als Cellovirtuose war nunmehr gesichert. Die königliche Gunst María Cristinas öffnete Pau Casals auch die Türen anderer europäischer Königshäuser, wo hauptsächlich Prestige erworben werden konnte. So spielte er 1899 im Crystal Palace in London und anschließend für Königin Victoria in deren Sommerresidenz in Cowes, Isle of Wight.

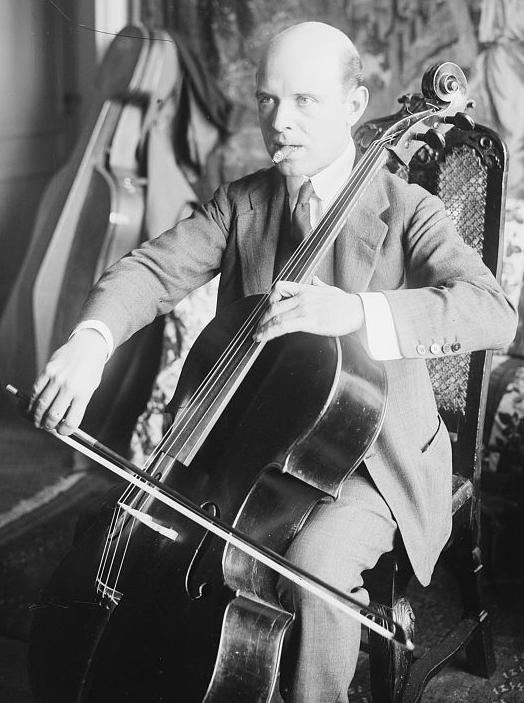
Pau Casals

Durch ein Empfehlungsschreiben des Grafen de Morphy an den renommierten französischen Dirigenten Charles Lamoureux trat Casals bei diesem als Solist am 12. November sowie am 17. Dezember 1899 auf und wurde von Publikum und der Presse gefeiert. Begleitet vom Pianisten Harold Bauer trat er 1900-01 in Spanien und Holland auf. 1901 besuchte er erstmals die USA, und zwar als „assistierender Instrumentalkünstler“ bei einer Tournee von Emma Nevada. Im März 1902 beendete ein lebensgefährlicher Unfall beinahe seine Cellistenkarriere. Bei einer Besteigung des Mount Tamalpais bei San Francisco löste sich ein Felsbrocken und stürzte auf Pau zu. Er konnte nicht vollständig ausweichen und seine linke Hand wurde zerschmettert. Zum Glück konnte die Hand wiederhergestellt werden, doch Casals musste nun einige Monate pausieren. 1903 reiste Casals, begleitet von Harold Bauer am Klavier und Bernardo Valentim Moreira de Sá, einem portugiesischen Geiger, durch Südamerika. Zu Beginn des nächsten Jahres folgte seine erste Solotournee durch die Vereinigten Staaten. Am 15. Januar 1904 spielte er vor Präsident Theodore Roosevelt und dessen Frau im Weißen Haus in Washington. Auf dieser Tournee lernte er auch seine spätere Frau kennen, die Sängerin Susan Metcalfe. Um seine wachsende Sammlung von Büchern, Noten, Gemälden und Möbeln unterzubringen, mietete er 1904 ein Haus in Auteuil im Südwesten von Paris, rue Molitor. Die 325 Francs pro Quartal Mietkosten waren kein Problem für Casals, denn inzwischen verdiente er allein mit einem Konzert durchschnittlich 500 Francs.
Ein besonderes Erlebnis war seine erste Reise nach Russland im Jahre 1905 – die Revolution war schon ausgebrochen. Casals, der eigentlich nach Moskau wollte, konnte wegen eines Eisenbahnerstreiks nur bis St. Petersburg fahren. Dort suchte er den Dirigenten Aleksandr Siloti auf, den er von Briefwechseln her kannte. Dieser erwartete den belgischen Geiger Eugène Ysaÿe, der allerdings wegen des Streiks in Warschau hängengeblieben war. So bat Siloti Casals, statt Ysaÿe zu spielen. Casals gab noch weitere Konzerte, doch die Zustände in der Stadt waren mehr als chaotisch. Casals reiste bis 1913 jedes Jahr nach Russland. Er arbeitete mit vielen russischen Komponisten, z. B. mit Alexander Konstantinowitsch Glasunow, Nikolai Andrejewitsch Rimski-Korsakow, Sergej Rachmaninow und Aleksander Skrjabin, dessen Ideen ihn faszinierten.
Im Herbst 1906 starb sein Vater Carlos. Casals nahm gerade in Basel an einer Aufführung der Matthäus-Passion von Bach teil. Nach dem Konzert reiste er umgehend in die Heimat zur Beerdigung. Wenig später brachte seine Mutter ihn auf die Idee, ein eigenes Haus in Spanien zu bauen. So entstand in Sant Salvador, direkt am Strand seiner Kindheit, eine Villa, die später immer wieder erweitert wurde. 1906 nahm Guilhermina Suggia, eine junge Cellistin aus Portugal, Unterricht bei Casals. Sie verliebten sich ineinander und sie zog zu ihm in die Villa Molitor. Seine Tourneen wurden jetzt kürzer und er blieb mehr in der Nähe von Paris – auch Suggia war ein Grund dafür.

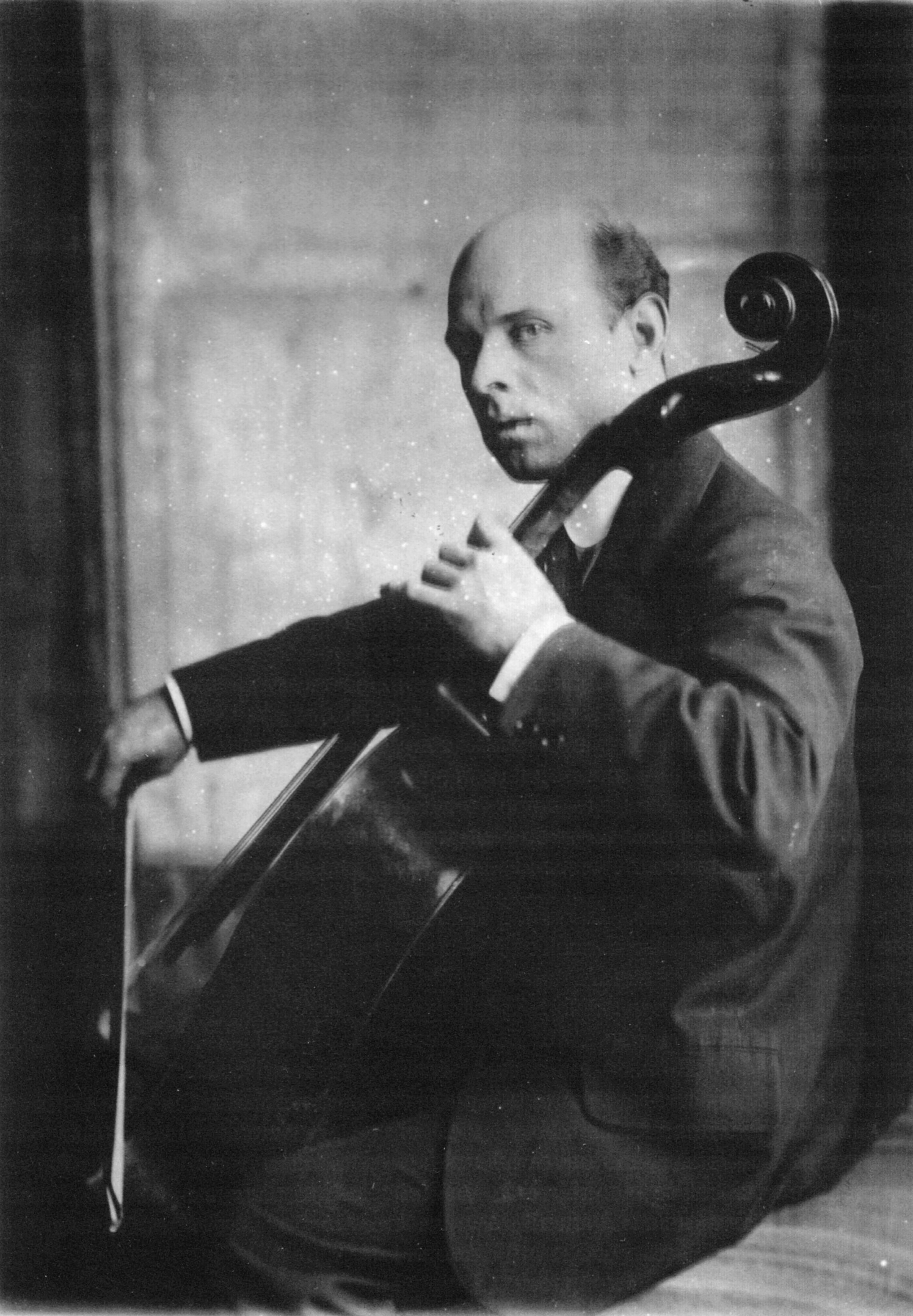
Pau Casals,
Foto: Ferdinand Schmutzer, 1914

1919 begann in Barcelona mit der Gründung des „Orquesta Pau Casals“ seine Karriere als Dirigent, die dann durch den Spanischen Bürgerkrieg 1936 beendet wurde.
Pau Casals beschreibt in seiner Autobiographie, wie seine lebenslange Liebe zu dem Instrument Cello bei einem Konzert in El Vendrell entstanden ist:

„Der Cellist war Josep García, ein Lehrer an der Musikschule Barcelona […] ein schöner Mann […] Seine Gestalt paßte irgendwie zu seinem Instrument. Als ich sein Cello erblickte, war ich fasziniert; noch nie hatte ich so etwas gesehen. Als dann der erste Ton aufklang, war ich vollends überwältigt […] Nie zuvor hatte ich solch einen schönen Ton vernommen. Glanz erfüllte mich. […] Von jener Zeit an […] war ich mit diesem Instrument verheiratet. Für den Rest meines Lebens sollte es mir Freund und Lebensgefährte werden.“

Casals unternahm weltweite Konzertreisen als Cellovirtuose und bildete in den Jahren 1906 bis 1933 mit dem Pianisten Alfred Cortot und dem Geiger Jacques Thibaud das wohl berühmteste Trio der Musikgeschichte. Besondere Beachtung fand er mit der Interpretation der Suiten für Violoncello solo von Johann Sebastian Bach, die er völlig ungekürzt einer Musikwelt vorstellte, der sie bis dahin so gut wie unbekannt waren. Obwohl es schon vor Casals hervorragende Cellisten wie Julius Klengel gab, weckte er durch seine zahllosen Konzerte mit seiner Virtuosität und künstlerischen Integrität das Interesse einer breiten Öffentlichkeit und hob das Ansehen des Cellos als Soloinstrument.
Ende 1936, nach Anfang des Spanischen Bürgerkriegs, ging Casals ins Exil nach Prades in den französischen Teil der Pyrenäen. Nach dem Zweiten Weltkrieg begründete er 1950 die dortigen Festspiele, heute eines der ältesten Kammermusikfestivals der Welt. In Prades gastierten damals für mehrere Wochen so berühmte Musiker wie David Oistrach, Yehudi Menuhin, Rudolf Serkin, Wilhelm Kempff oder Mieczysław Horszowski. Alle kamen, um gemeinsam mit Casals zu musizieren. 1956 zog Casals nach Puerto Rico, wo er das jährlich stattfindende Festival Casals de Puerto Rico ins Leben rief. Es wurde das bedeutendste Festival in Lateinamerika und zog solche bekannten Namen wie z. B. Leonard Bernstein, Arthur Rubinstein, Mstislav Rostropóvich, Andrés Segovia, Jean-Pierre Rampal und Zubin Mehta nach San Juan. In späteren Jahren übergab Casals den Taktstock an den polnischen Komponisten und Dirigenten Krzysztof Penderecki. 1958 half er bei der Gründung des Puerto Rico Symphony Orchestra und 1959 bei der Errichtung eines Konservatoriums.

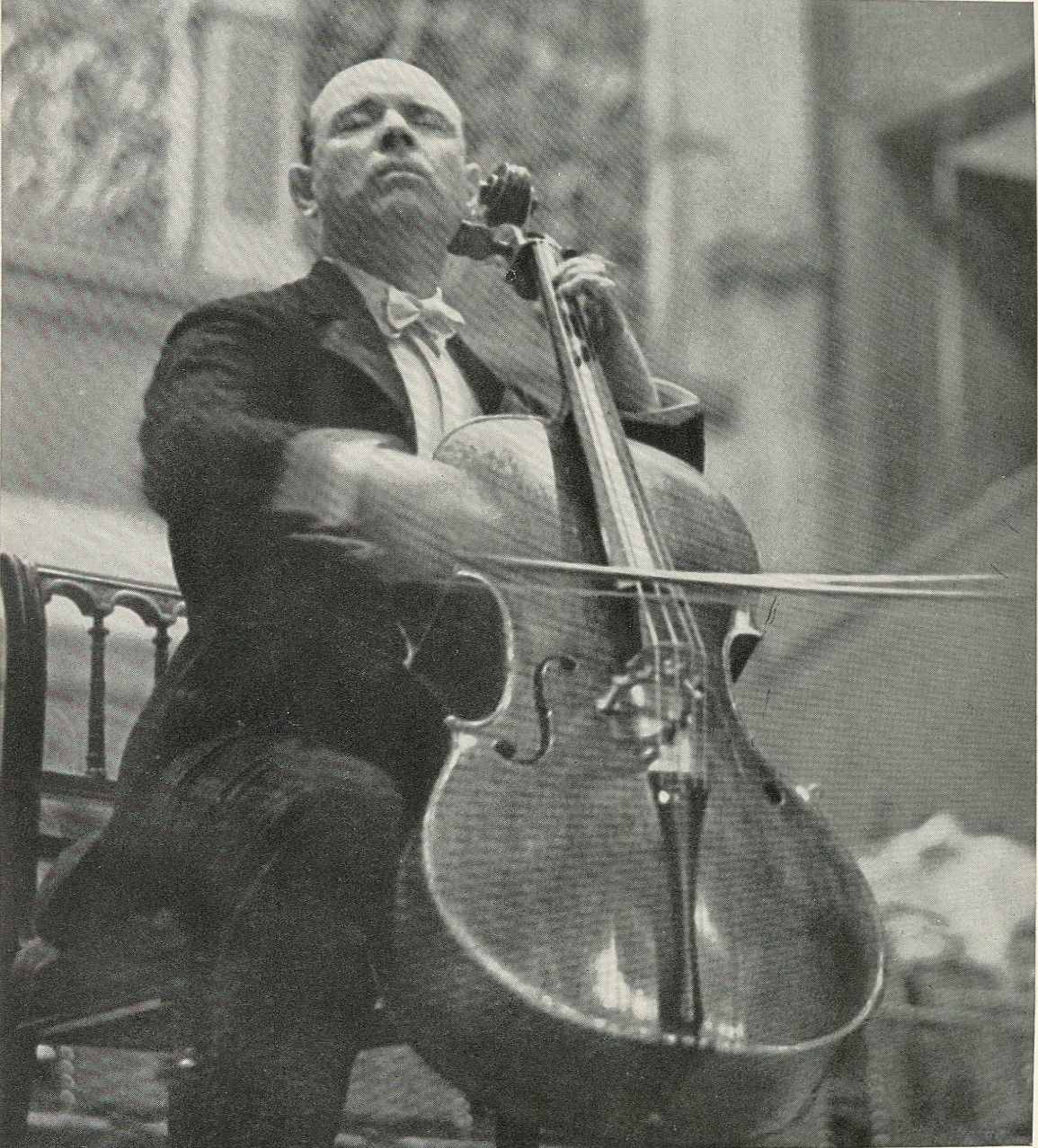
Pau Casals, Philharmonie Berlin fotografiert von Erich Salomon, 1931

Casals komponierte geistliche Musik und Orchesterwerke. Seine wohl bekannteste Komposition ist das Oratorium El Pessebre (Die Krippe) von 1960. 1989 bekam er von der National Academy of Recording Arts & Sciences postum den Grammy Lifetime Achievement Award verliehen.
Casals übte noch im Alter von 93 Jahren täglich vier bis fünf Stunden Cello. Auf die Frage „Warum?“ antwortete er einmal: „Ich habe den Eindruck, ich mache Fortschritte.“

## Politisches und soziales Engagement

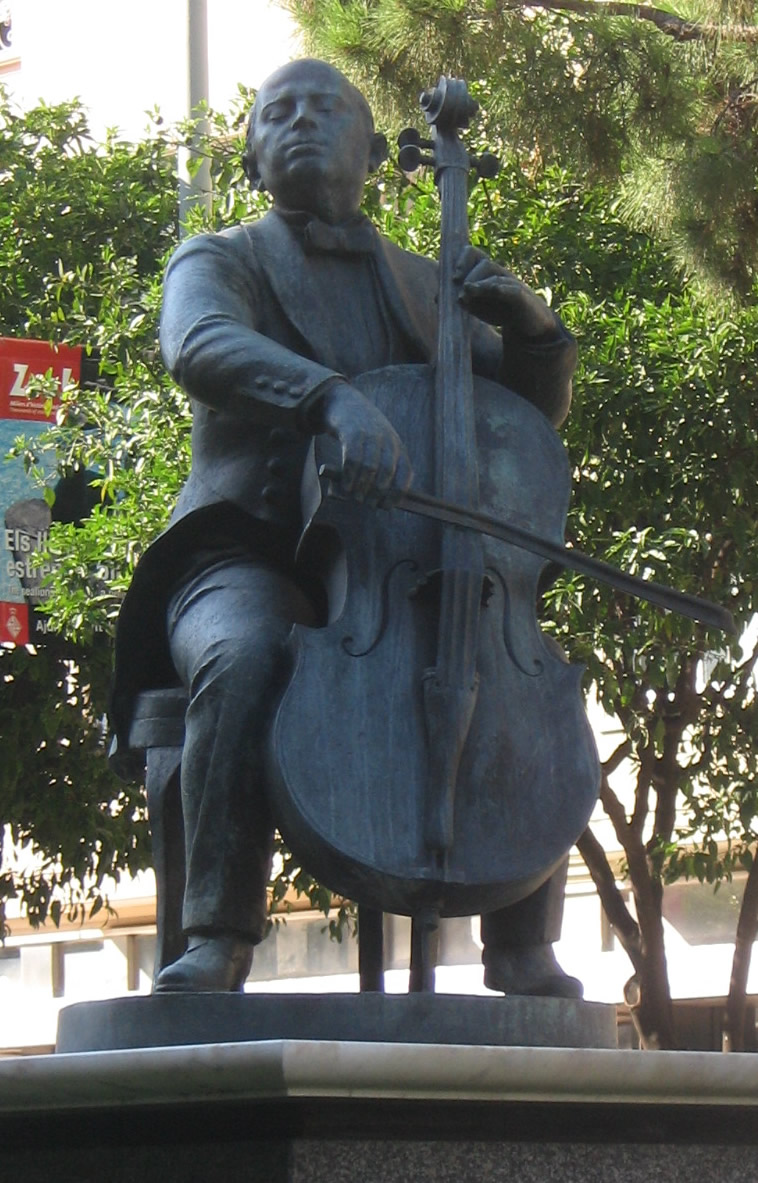
Statue Pau Casals’ in Barcelona

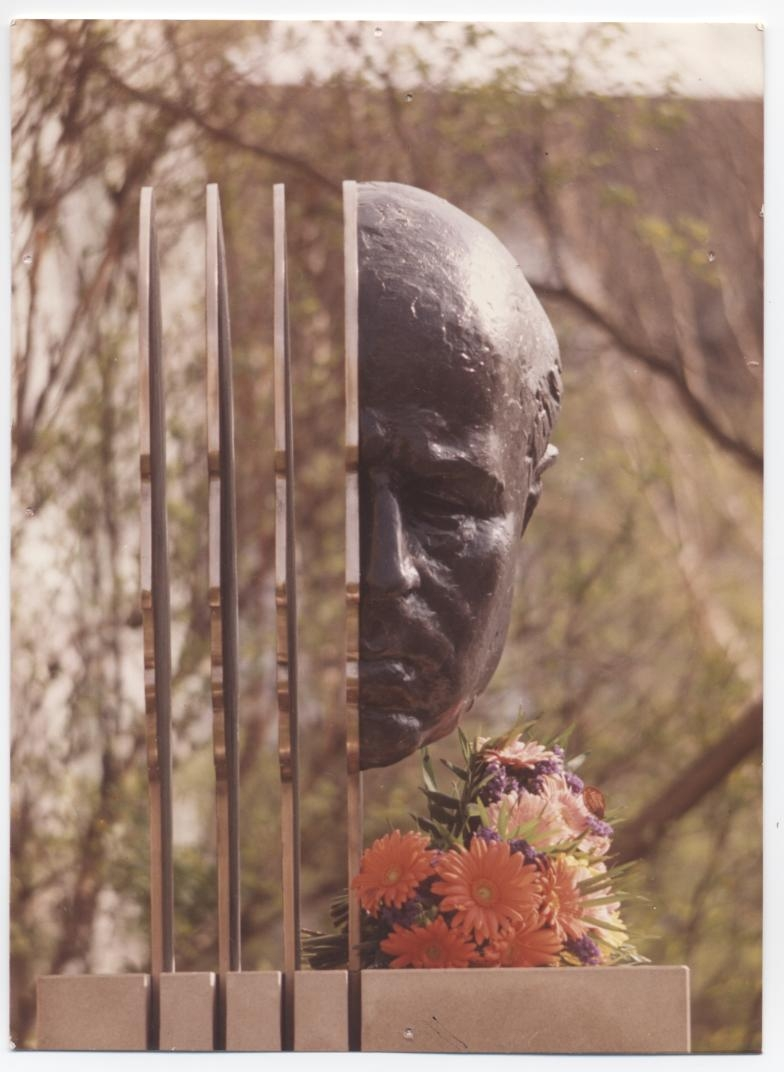
Pau-Casals-Büste in Wolfenbüttel

Casals setzte sich unermüdlich für Frieden, Demokratie und Freiheit ein. Obwohl er in den Jahren des Franco-Regimes in den spanischen Medien Pablo Casals genannt wurde, bestand er immer darauf, Pau genannt zu werden, nicht nur, weil dies sein katalanischer Name war, die Sprache, für die er sich stets einsetzte, sondern auch, weil das Wort Pau auf Katalanisch Frieden bedeutet.
Als sich in Russland nach der Oktoberrevolution 1917 ein kommunistisches Regime bildete, beschloss Casals, nicht mehr in diesem Land aufzutreten. Bekannt für seine republikanischen Ideale, führte er 1931 anlässlich der Ausrufung der Zweiten Republik in Spanien Beethovens Neunte Symphonie in Barcelona auf. Nach der Machtergreifung Hitlers, dessen Ziele er verabscheute, wies er 1933 eine Einladung zurück, in Deutschland aufzutreten.
Mit Beginn des Spanischen Bürgerkriegs stellte er sich öffentlich auf die Seite der Republik. Der Verlauf des Krieges zwang ihn schon Ende 1936 in das Exil nach Prades in Frankreich. Von dort unterstützte er aktiv spanische Flüchtlinge. Nach dem Sieg Francos übersiedelte er nach Puerto Rico, wo seine Mutter als Tochter katalanischer Einwanderer geboren worden war. Er kündigte an, nicht wieder nach Spanien zurückzukehren, bis die Demokratie wiederhergestellt worden sei. In einem weiteren Schritt in seinem Kampf für den Frieden und gegen die Diktatur Francos erklärte er 1945, so lange nicht mehr öffentlich aufzutreten, wie die westlichen Demokratien ihre Haltung gegenüber der Franco-Regierung nicht ändern würden.
Zwischen 1946 und 1950 widmete er sich der Komposition, dem Studium und der Lehre und setzte die Unterstützung spanischer Flüchtlinge im Ausland fort. Erst auf Drängen seines Freundes Alexander Schneider trat er 1950 anlässlich der ersten Festspiele in Prades wieder öffentlich auf. Diese waren dem 200. Todestag seines Lieblingskomponisten Johann Sebastian Bach gewidmet.
1958 konzertierte er, der seit Jahrzehnten aus politischen Gründen jeden Konzertauftritt in Deutschland vermieden hatte, im Beethoven-Haus Bonn mit Werken von Johann Sebastian Bach und Sonaten für Violoncello und Klavier von Ludwig van Beethoven. Zuvor hatte er das Beethoven-Haus bereits 1955 bei der Durchreise besucht und war mit einem Konzert von Studenten des Bonner Collegium musicum geehrt worden.
Auf Einladung der Vereinten Nationen führte er am 24. Oktober 1958, dem „Tag der Vereinten Nationen“, in der Vollversammlung ein Konzert auf, das in über 40 Länder übertragen wurde. Dieses Konzert und seine Friedensbotschaft machte Pau Casals zu einem Symbol für den Kampf um Frieden und Freiheit in der Welt. Im gleichen Jahr wurde er für den Friedensnobelpreis nominiert. 1960 wurde er in die American Academy of Arts and Sciences gewählt.

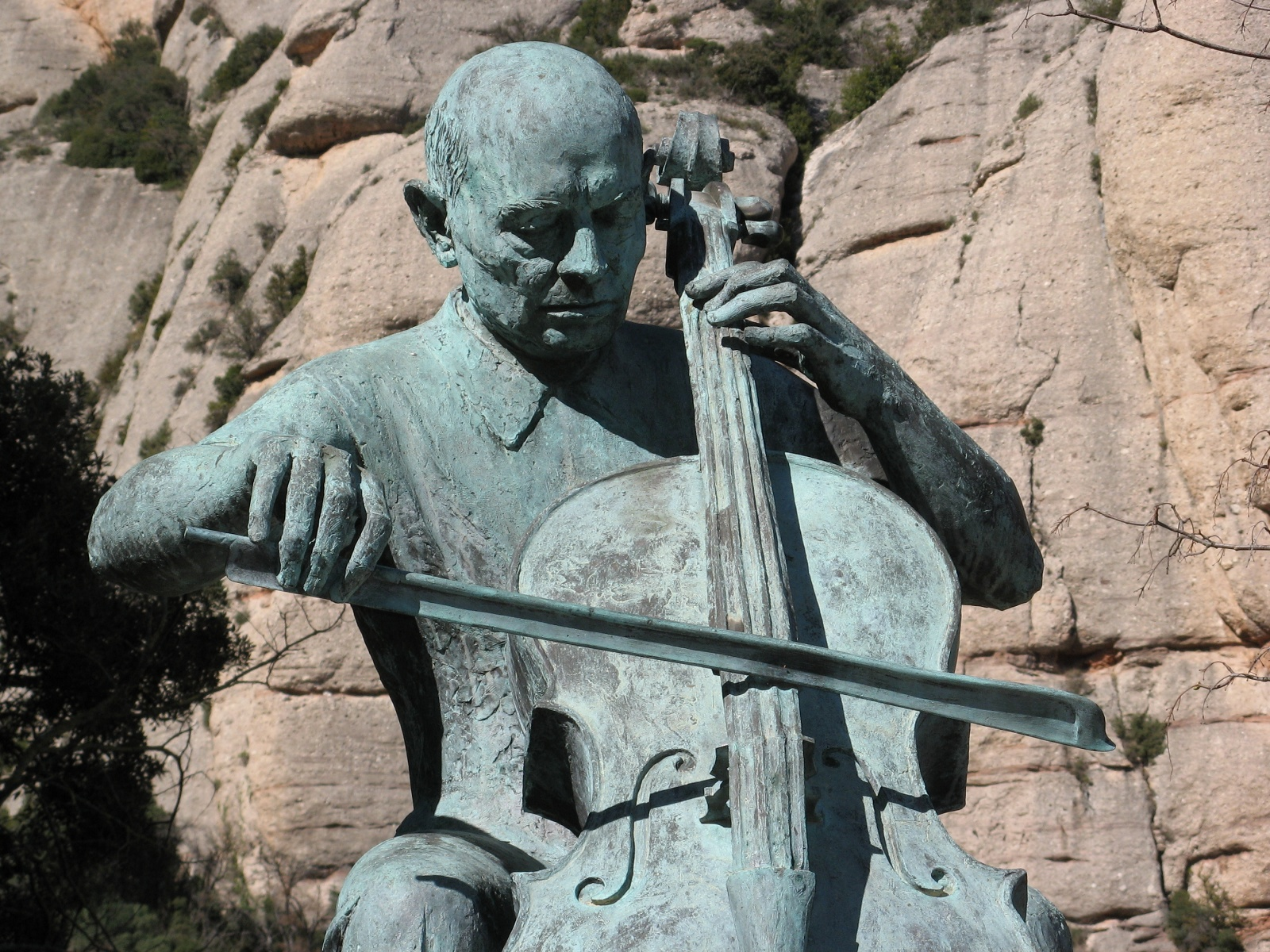
Statue zum Gedenken an Pau Casals’ 100. Geburtstag in Montserrat

Anlässlich der Uraufführung seines Oratoriums El Pessebre am 19. April 1962 in San Francisco kündigte er an, den Rest seines Lebens dem Einsatz für Menschenwürde, Brüderlichkeit und Frieden zu widmen.
1963 war er erneut Gast bei den Vereinten Nationen, um El Pessebre aufzuführen. Präsident John F. Kennedy verlieh ihm anschließend die Freiheitsmedaille der Vereinigten Staaten. 1971 ehrte ihn Generalsekretär U Thant in der Vollversammlung der Vereinten Nationen mit der Friedensmedaille. Pau Casals führte die von ihm im Auftrag der UNO komponierte Hymne der Vereinten Nationen auf. Das Musikstück wurde daraufhin auch als „Hymne an den Frieden“ bekannt. Anlässlich des Festaktes hielt er seinen Vortrag in Englisch und Katalanisch – zu einem Zeitpunkt, in dem die katalanische Sprache in Spanien verfolgt wurde. Im Anschluss daran interpretierte er das alte katalanische Volkslied Cant dels Ocells, welches sich ab diesem Zeitpunkt zu einer Hymne an die Freiheit wandelte. Die Nachricht über die Verleihung der Friedensmedaille an Pau Casals, einen erklärten Gegner der Franco-Regierung, veröffentlichten nur wenige spanische Medien, und die meisten davon verschwiegen das Bekenntnis zu Katalonien in Casals’ Vortrag und dessen Interpretation des Cant dels Ocells.
Nach seinem Tod am 22. Oktober 1973 wurde Pau Casals in San Juan de Puerto Rico bestattet. Am 9. November 1979, nach Wiederherstellung der Demokratie in Spanien, wurde sein Leichnam zu seinem Geburtsort El Vendrell überführt. In seinem Geburtshaus befindet sich heute das Casals-Museum. Vor dem nach ihm benannten Konzertsaal steht eine Büste Casals, geschaffen von Josep Maria Subirachs. Auch in Deutschland wurde 1985 eine Büste Casals des Künstlers Antoni Miró eingeweiht. Sie befindet sich in Wolfenbüttel, neben der Herzog August Bibliothek.

## Der Privatmann Pau Casals
In der Biographie Licht und Schatten auf einem langen Weg von Albert E. Kahn, die immerhin eine Art Autobiographie ist, hat Casals seine erste große Liebe Guilhermina Suggia mit keinem Wort erwähnt. Er scheint sie völlig aus seinem Gedächtnis verdrängt zu haben, obwohl sie sieben Jahre zusammenlebten.

### Susan Metcalfe-Casals

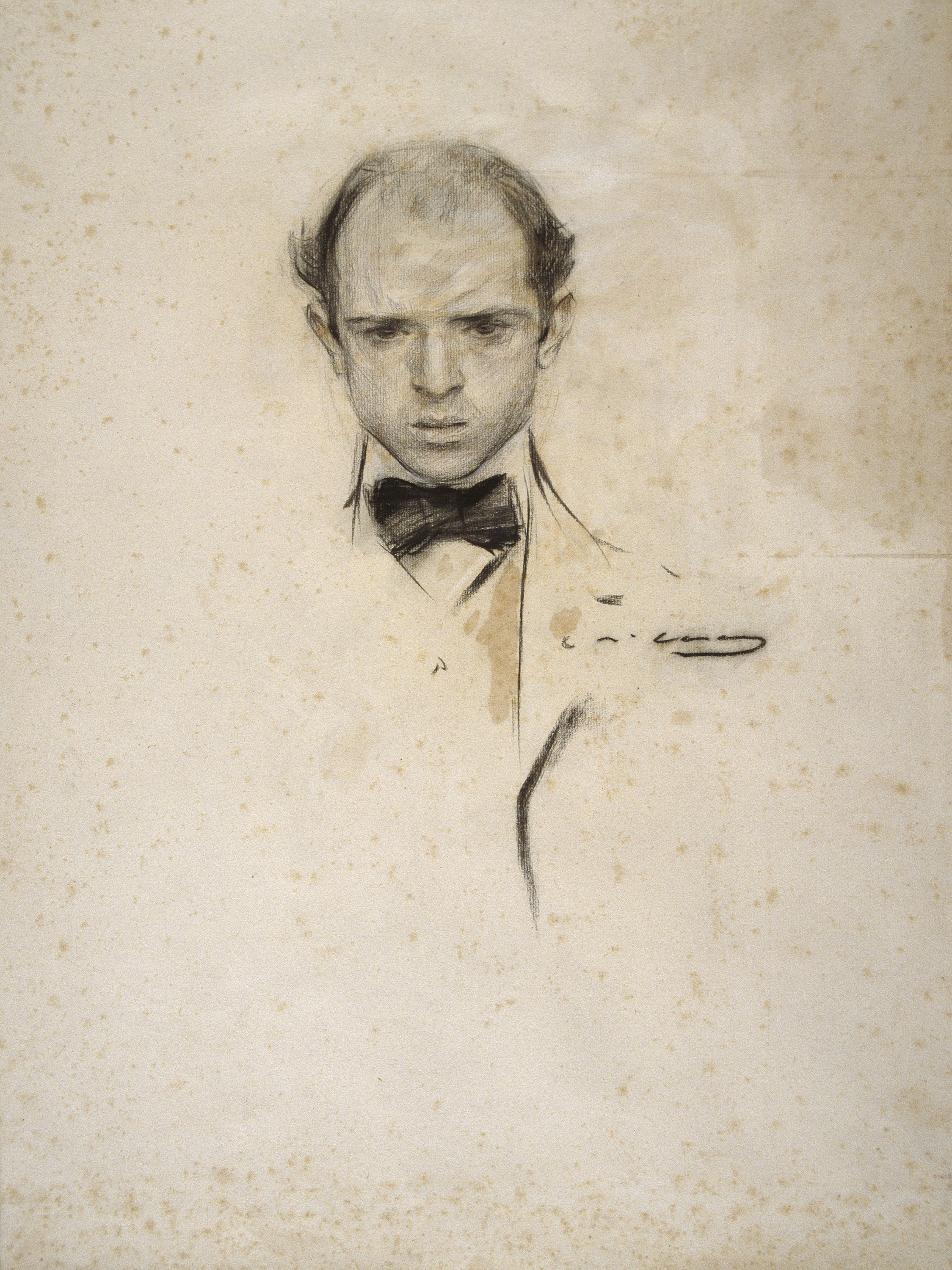
Pau Casals als junger Mann, Zeichnung von Ramon Casas (MNAC)

Die schmerzliche Trennung von Guilhermina Suggia, die ab 1912 ihren Lauf nahm, brachte sein bisheriges Leben ziemlich durcheinander. Er hatte sein Haus, seine Freunde und seine Arbeitsweise aufgegeben, als er im Frühjahr 1914 in niedergedrückter Stimmung nach New York fuhr. Hier fand er Trost bei Susan Metcalfe, einer Mezzo-Sopranistin, die er bereits 1904 am Klavier begleitet hatte und mit der er damals eine kurze leidenschaftliche Affäre gehabt hatte. Danach waren sie sich noch einmal nach einem Konzert von Casals in Berlin begegnet. Zum Erstaunen seiner Freunde und Verwandten heiratete er Susan vor dem Friedensrichter von New Rochelle, N. Y., am 4. April 1914. Während des Ersten Weltkriegs lebten sie in den USA. Durch sie erhielt Casals Zugang zu den bedeutenden Gesellschaftskreisen in New York. Pau and Susan gaben gemeinsame Konzerte in Amerika, Europa, England, Mexiko und Kuba. Casals begleitete seine Frau am Flügel und gönnte seinem Cello gerne eine Ruhepause, wie er seinem Manager F. C. Coppicus erzählte. Ihr missfielen jedoch seine vielen Aufenthalte in Spanien, außerdem verstand sie sich nicht besonders gut mit seiner Familie. Trotzdem lebten sie viele Jahre glücklich zusammen. 1920 reiste „Susie“ alleine von seinem Sommerhaus Sant Salvador in El Vendrell, Katalonien, nach New York und stürzte den zurückbleibenden Casals in eine Krise. Im nächsten Frühjahr kam sie wieder, und sie versöhnten sich vorübergehend. Susan versuchte immer wieder, ihn stärker an Amerika zu binden, was ihr jedoch nicht gelang. Das führte 1928 schließlich zum endgültigen Bruch ihrer Ehe. Für Susan Metcalfe-Casals bedeutete das sogar das Ende der erfolgreichen Karriere.
Metcalfe blieb in Frankreich und lebte in Paris. Ihr letzter bekannter Auftritt war 1951 an der École Normale de Musique de Paris, an der auch Casals unterrichtet hatte. Zu Beginn der fünfziger Jahre fand man Susan in verwirrtem Zustand in Frankreich und verständigte Casals. Er sorgte für ihre Unterbringung in einem Hospital und veranlasste die anschließende Rückkehr zu ihrer Familie in New Jersey, wo sie bei ihrer Schwester bis zu ihrem Tod 1959 lebte. Auf dem Papier bestand ihre Ehe über vierzig Jahre, jedoch hatten sie nur ein Drittel dieser Zeit gemeinsam verbracht. Erst 1957 ließ er sich von ihr scheiden.

### Franchisca Capdevila
Eine der ersten Celloschülerinnen Casals’ war Franchisca „Frasquita“ Capdevila. Sie arbeitete später zusammen mit ihrem Bruder Felipe in der Verwaltung des 1919 gegründeten Orquestra Pau Casals. 1930 zog sie als Mitglied seines Haushaltes bei ihm ein.
Am 19. Oktober 1938 gab Pau Casals sein letztes Konzert in Spanien im Gran Teatre del Liceu in Barcelona zu Gunsten der Kindernothilfe. Ende Januar 1939, nach der Besetzung von Barcelona durch General Francos Truppen, ging Casals ins Exil nach Frankreich. Anfangs wohnte er in Paris, bis er sich endgültig in Prades niederließ. Frasquita folgte ihm in die Pyrenäen. Ihre Beziehung beruhte beiderseits auf einer Kombination von Fürsorglichkeit, Abhängigkeit und Zuneigung. Sie führte ihm den Haushalt und kümmerte sich um ihn, ohne selbst etwas zu fordern.
Als sie älter wurde, litt sie zunehmend an der Parkinson-Krankheit und war oft deprimiert und verwirrt. Ihr zuliebe verließ Casals Prades kaum noch. Über fünfundzwanzig Jahre stand „Tití“ – so ihr Spitzname – Casals am nächsten. Er heiratete sie an ihrem Sterbebett als Symbol seiner großen Dankbarkeit für ihre Loyalität. Dabei war es ihm völlig egal, dass er vor dem Gesetz noch mit Susan Metcalfe verheiratet war.
Franchisca Capdevilas starb am 18. Januar 1955. Ihre Beerdigung war für Casals der einzige Grund, sein Exil zu unterbrechen und mit einer Sondergenehmigung in Francos Spanien zu reisen, wo sie neben seiner Mutter in Vendrell beigesetzt wurde.

### Marta Angélica Montañez y Martinez
Marta Montañez wurde 1936 in Puerto Rico geboren. Ihr Onkel Rafael Montañez brachte ihr die Grundbegriffe des Geigenspiels bei. Er holte sie nach New York, und sie besuchte die Marymount School of the Convent of the Sacred Heart of Mary. Daneben nahm sie Unterricht im Cellospiel bei Lieff Rosanoff am Mannes College of Music und machte erstaunlich schnell Fortschritte. 1951 nahm ihr Onkel sie mit zum in diesem Jahr in Perpignan stattfindenden Prades Festival und bat Casals, sich ihr Spiel anzuhören. Dieser meinte, dass er sie als Schülerin nehmen würde, wenn Rosanoff die Zeit für reif hielt.
Im Frühjahr 1954 graduierte sie maxima cum laude in Marymount. Sie erhielt eine Auszeichnung als beste Latein-Studentin im Staate New York sowie eine gute Beurteilung als Cellistin und Sängerin. Nun reiste sie nach Europa, um zu sehen, ob der Maestro, der in Prades das Festival organisierte, sie jetzt als Schülerin nehmen würde. Er nahm sie unter seine persönliche Obhut, und 1955 war sie seine Lieblingsschülerin. Im Dezember 1955 reiste Casals in Begleitung von „Martita“, wie er sie nannte, zum ersten Mal nach Puerto Rico. Auf Initiative von Abe Fortas und dem Gouverneur Luis Muñoz Marín sollte Casals auch in San Juan Festspiele abhalten. Im November 1956 kamen sie nach Puerto Rico zurück, diesmal mit Casals Bruder Enric (1892–1986) und dessen Frau. Sie bezogen ein Haus in der Calle Bucaré im Santurce-Bezirk in San Juan. Marta war eine große Hilfe bei der Organisation des Festival Casals de Puerto Rico. Casals gründete parallel dazu das Orquestra Sinfónica de Puerto Rico sowie das Conservatorio de Música de Puerto Rico, zu dessen Präsidenten er ernannt wurde.
Am 16. April 1957 erlitt Casals einen Herzinfarkt bei den Orchesterproben, und Martita pflegte ihn hingebungsvoll. Am 3. August 1957 heiratete Casals die 20-jährige Marta Montañez in San Juan, was allgemein für Überraschung und Unverständnis sorgte – vor allem auch von Martas Familie, die dadurch eine hoffnungsvoll begonnene Karriere zerstört sah. Sie bauten sich ein Haus auf den Hügeln in der Nähe von Ceiba, ca. 80 km von San Juan entfernt, und nannten es „El Pessebre“. Für Marta und Pau Casals war es eine bewusste und aus tiefer Zuneigung getroffene Entscheidung, die dem Künstler Casals für weitere sechzehn Jahre das Leben bereicherte. Marta und Paul Casals gründeten die Stiftung Pau Casals, dessen Villa und Garten in San Salvador, Katalonien, als Symbol der Hoffnung dienen sollten, weil er glaubte, dass Musik zu einer besseren Welt beitragen kann.
1974 übernahm sie eine Gastprofessur für Cello am Curtis Institute of Music, zugleich wurde sie Mitglied im Vorstand des Festival Casals de Puerto Rico. 1975 heiratete sie den Pianisten Eugene Istomin. Von 1980 bis 1990 war sie künstlerische Leiterin des John F. Kennedy Center for the Performing Arts, wo sie für die Programmgestaltung in den Bereichen Musik, Tanz und Theater zuständig war und u. a. die Terrace Concerts und eine Reihe musikpädagogischer Programme initiierte. 1990 wurde sie Generaldirektorin des Festivals Rencontres Musicales d’Évian in Frankreich (bis 1997), im gleichen Jahr berief sie Präsident George H. W. Bush als Mitglied des National Council on the Arts. Von 1992 bis 2005 war sie Präsidentin der Manhattan School of Music. 2015 wurde sie als Library of Congress Living Legend geehrt.

## Auszeichnungen und Ehrungen
- 1930: Ehrenmitgliedschaft der Royal Philharmonic Society[25]
- 1946: Großoffizier der Ehrenlegion
- 1958: Nominierung für den Friedensnobelpreis
- 1963: Freiheitsmedaille der Vereinigten Staaten Amerikas[26]
- 1971: Friedensmedaille der Vereinten Nationen
- 1971: Grand-Croix de la Ordre national du Mérite
- 2003: Namensgeber für den Asteroiden (39549) Casals
- 2017: Namensgeber für das Casals Forum

Das Festival Casals de Puerto Rico wird seit 1957 jährlich in San Juan veranstaltet. Zudem verkehrte von 1989 bis 2012 der EuroNight Pau Casals zwischen Barcelona und Zürich.